# Lijst van planeten uit Teenage Mutant Ninja Turtles
Dit is een lijst van planeten uit het fictieve universum van de Teenage Mutant Ninja Turtles. De lijst beschrijft alle planeten die gezien werden in een incarnatie van de TMNT, behalve die in dimensie X.

## Tabel van verschijningen
Deze tabel toont een overzicht van de planeten, en in welke van de 9 belangrijkste incarnaties ze te zien waren.
| D'Hoonnib              | ja  | nee | nee | nee | ja  | nee | nee | nee | nee |
| D'Rial                 | nee | nee | nee | nee | ja  | nee | nee | nee | nee |
| Huanu                  | ja  | ja  | nee | nee | nee | nee | nee | nee | nee |
| Mor Gal Tal            | nee | nee | nee | nee | ja  | nee | nee | nee | nee |
| Shell-Ri-La            | nee | ja  | nee | nee | nee | nee | nee | nee | nee |
| Planet of the Turtles  | nee | ja  | nee | nee | nee | nee | nee | nee | nee |
| Triceraton thuiswereld | ja  | nee | nee | nee | ja  | nee | nee | nee | nee |
| Utrom Thuiswereld      | nee | nee | nee | nee | ja  | nee | nee | nee | nee |
| Planet Zero            | nee | nee | nee | nee | ?   | nee | nee | nee | nee |

## D'Hoonnib
D'Hoonnib is een planeet in het Sidayom systeem en wordt bestuurd door de Menselijke Federatie. In de aflevering Turtles in Space, bezochten de Turtles de planeet.
De planeet kwam ook voor in de originele stripserie.

## D'Rial
Een onbewoonde planeet in de neutrale ruimte. Verscheen in de aflevering Turtles in Space, part 5. De Turtles en Professor Honeycutt verborgen zich daar voor de Federatie en de Triceratons.

## Huanu
Huanu was de planeet van Wingnut en Screwloose. Krang vernietigde hem.

## Mor Gal Tal
Een planeet die blijkbaar onder controle staat van de Utroms. Beschikt over een ring van ijzige asteroïden die door de Utroms als gevangenis worden gebruikt. Ch'rell werd naar een van deze asteroïden verbannen aan het einde van Exodus.

## Shell-Ri-La
In de eerste animatieserie is Shell-Ri-La de "Planet of the Turtleoids", een planeet bewoond door een buitenaards ras dat lijkt op mensachtige schildpadden, gelijk aan de Turtles. De Turtles bezoeken deze planeet in de tweedelige aflevering Planet of the Turtleoids

## Planet of the Turtles
De "Planet of the Turtles" werd bezocht door Shredderin de agelijknamige aflevering. Is het huis van worstelsterren bekend als de Flying Turtlenecker Brothers.

## Triceraton thuiswereld
De thuiswereld van de Triceratorns is niet echt een planeet, maar een fragment van een planeet. Op een bepaald moment in de geschiedenis werd de planeet van de Triceratons vernietigd, wat de Triceratons dwong te gaan leven in een zwevende stad op een brokstuk van de planeet.
De thuiswereld heeft ook een collectie van aankoppelingspunten voor kleinere faciliteiten genaamd Tri-bases. Deze tri-bases zijn de primaire gevechtsschepen van de Triceratons.

## Utrom Thuiswereld
De exacte naam en locatie van deze planeet zijn niet bekend. Er is alleen gegeven dat het de thuiswereld van de Utroms is, en dat de planeet ergens in het Theta sterrenstelsel licht. Hier vond de rechtszaak tegen Shredder/Ch’rell plaats in de aflevering Exodus.

## Planet Zero
Een bevroren planeet vlak bij D'Hoonnib. Wordt enkel bevolkt door monsters. In het videospel gebaseerd op het tweede seizoen van de tweede animatieserie komen de Turtles hier terecht. De planeet speelde enkel een rol in level 4, en zal vermoedelijk niet in de animatieserie opduiken.